# Olios furcatus
Olios furcatus är en spindelart som beskrevs av Lawrence 1927. Olios furcatus ingår i släktet Olios och familjen jättekrabbspindlar.
Artens utbredningsområde är Namibia. Inga underarter finns listade i Catalogue of Life.